# Herrenhaus Krummbek

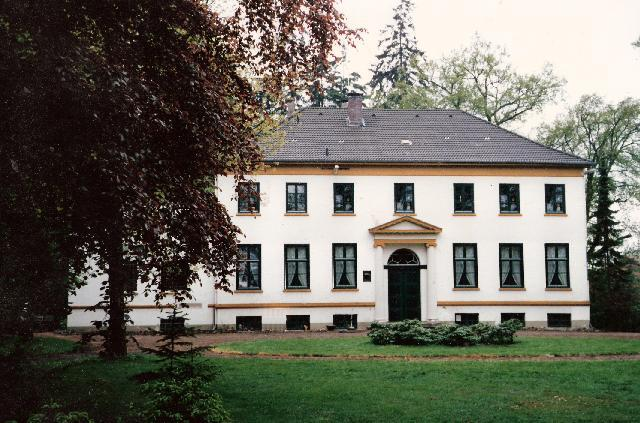
Herrenhaus Krummbek

Das Herrenhaus Krummbek ist das zentrale Bauwerk des vormaligen Rittergutes und heutigen Gutes Krummbek. Krummbek bildet seit 1974 einen Ortsteil der amtsangehörigen Gemeinde Lasbek im Kreis Stormarn in Schleswig-Holstein. Das Herrenhaus steht unter Denkmalschutz.

## Geschichte

Robert Jauch (1856–1909),
Herr auf Krummbek

Krummbek war im Hochmittelalter ein Bauerndorf, das ursprünglich dem Kloster Reinfeld gehörte und möglicherweise von diesem angelegt wurde. Der Name ist aus krumm und beke abgeleitet, was etwa „krummer Bach“ bedeutet. 1327 wurde Krummbek erstmals urkundlich erwähnt. Nachdem es wüst gefallen war, kam das Areal als Meierhof zum adligen Gut Schulenburg. Als solcher gelangte er mit Gut Schulenburg in das Eigentum des Marschalls von Frankreich Graf Nicolas von Luckner (1722–1794). Er wurde im Alter von 72 Jahren während der Schreckensherrschaft in Paris unter der Guillotine enthauptet. Aus seinem Nachlass gingen Gut Schulenburg und der Meierhof auf seinen Sohn über. 1803 wurde der Meierhof gleichzeitig mit dem Meierhof Hohenholz durch Graf Luckner von Schulenburg abgetrennt und als eigenständiges adliges Gut Krummbek verkauft. Erster Besitzer war Ludwig Carl Christoph Freiherr von Liliencron (1777–1846), der mit Gräfin Juliane von Luckner (1788–1863) verheiratet war und in den napoleonischen Kriegen kämpfte. Der Ehe entstammte Rochus von Liliencron. Auf Krummbek experimentierte Ludwig von Liliencron mit der Fabrikation eines reinen und dauerhaften Zuckers aus der neuartigen Kultur der Zuckerrübe. Unter Liliencron wurde das dem Architekten Christian Frederik Hansen zugeschriebene Herrenhaus errichtet.
Eigentümer des Gutes waren in der Folge hanseatische Kaufleute, zuletzt der aus der hamburgischen Familie Jauch stammende Robert Jauch (1856–1909), der das Gut 1895 für 430.000 Goldmark (umgerechnet etwa 4,25 Mio. Euro) verkaufte, um Hamburger Bürger zu werden und sich als Privatier dort karitativen Aufgaben widmen zu können. Auf dem Gut wuchs sein Sohn auf, der spätere Oberst und Freikorpsführer Hans Jauch. 1909 erwarb Hermann Lampe das Gut. Lampes Erben bewirtschaften es bis heute.
Als die Gutsbezirke 1928 ihre kommunalpolitische Eigenständigkeit verloren, wurde Krummbek der Nachbargemeinde Barkhorst eingegliedert. 1885 hatte Krummbek 67 Einwohner, 1925 waren es 72 Einwohner.

## Lage
Gut Krummbek 3, 23847 Lasbek